# Єнікеєв Зуфар Іргалійович
Єнікеєв Зуфар Іргалійович (4 березня 1951 року, с. Мукасово 1-ше) — юрист, доктор юридичних наук, професор, чл. корр. АН РБ, Керівник Секретаріату Державних Зборів — Курултаю Республіки Башкортостан, з 2014 року Голова Конституційного Суду Республіки Башкортостан. Заслужений юрист Республіки Башкортостан.

## Біографія
Єнікеєв Зуфар Іргалійович народився 4 березня 1951 року в селі Мукасово 1-ше Баймацького району Башкирської АРСР.
Після школи працював 2 роки робочим в Ірендиківському радгоспі Башкирської АРСР. У 1973 році закінчив Свердловський юридичний інститут.
Місце роботи — слідчий прокуратури Дуванського району (1973—1974), слідчий прокуратури міста Салават, слідчий прокуратури Баймацького району (1976—1978).
З 1974 року служив армії, потім працював юрисконсультом Сібайського м'ясокомбінату, заступником начальника Управління житлово-комунального господарства, помічником начальника штабу цивільної оборони міста Сібая.
У 1975 році вступив до аспірантури юридичного факультету Башкирського державного університету. Захистив кандидатську дисертацію, докторську на тему «Правовий статус Башкортостану в складі Росії, XVI—XXI ст».
Подальші місця роботи: викладач юридичного факультету БашГУ; завідувач сектору Секретаріату, голова Комісії Верховної Ради Республіки Башкортостан з питань народної освіти, науки, культури, національних та інтернаціональних традицій, охорони історичної спадщини.
... «Гарантом добробуту башкирського народу є вистраждана і завойована ним в роки революцій держава - Республіка Башкортостан»
C 1995 року по 2014 рік він — депутат Законодавчої Палати державних зборів — Курултаю Республіки Башкортостан, голова комітету Законодавчої Палати з питань місцевої влади, у справах національностей, громадських і релігійних об'єднань; представник РФ у Палаті Регіонів Європи (Рада Європи, Страсбург); депутат Законодавчої Палати державних Зборів РБ, член Комітету Законодавчої Палати державних Зборів РБ з законодавства, державного будівництва і судово-правових питань, з 2003 року — Голова Комітету з питань місцевого самоврядування, у справах національностей, громадських і релігійних об'єднань, інформаційної політики Державних Зборів — Курултаю Республіки Башкортостан. Член партії «Єдина Росія». З 2014 року займає посаду Голови Конституційного Суду Республіки Башкортостан
Сім'я: дружина, двоє дітей.

## Праці
Єнікеєв Зуфар Іргалійович — автор понад 200 наукових публікацій.
Єнікеєв Зуфар Іргалійович. Правовий статус Башкортостану в складі Росії, XVI—XXI ст. (Історія і сучасність) : Дис. д-ра юрид. наук : 23.00.02 : Москва, 2003 387 c. РДБ ОД, 71:04-12/12-2

## Нагороди та звання
- «Заслужений юрист Республіки Башкортостан»
- Орден Салават Юлаєв